# Cydalima
 (mai 2019).
Si vous disposez d'ouvrages ou d'articles de référence ou si vous connaissez des sites web de qualité traitant du thème abordé ici, merci de compléter l'article en donnant les références utiles à sa vérifiabilité et en les liant à la section « Notes et références ».
Genre
Cydalima est un genre de lépidoptères (papillons) de la famille des Crambidae et de la sous-famille des Spilomelinae . 

## Liste des espèces
Selon BioLib (18 juin 2024) :
- Cydalima capriniodes (Hampson, 1912)
- Cydalima decipiens (Hampson, 1912)
- Cydalima diaphanalis (Walker, 1866)
- Cydalima joiceyi (Janse, 1924)
- Cydalima laticostalis (Guenée, 1854)
- Cydalima perspectalis (Walker, 1859)
- Cydalima pfeifferae (Lederer, 1863)

Selon Catalogue of Life (18 juin 2024) :
- Cydalima capriniodes  Hampson, 1912
- Cydalima conchylalis  Guenée, 1854
- Cydalima decipiens  Hampson, 1912
- Cydalima diaphanalis  (Walker)
- Cydalima laticostalis  (Guenée, 1854)
- Cydalima mysteris  Meyrick, 1886
- Cydalima paulianalis  Marion & Viette, 1956